# Kanton Neustadt am Rübenberge
Der Kanton Neustadt am Rübenberge war eine Verwaltungseinheit im Königreich Westphalen, die durch Dekret Kaiser Napoleons I. vom 14. Januar 1810 nach Eingliederung des Kurfürstentums Braunschweig-Lüneburg gebildet wurde. Der Kanton gehörte zum Distrikt Nienburg im Departement der Aller.
Als das Allerdepartement mit Wirkung vom 1. Januar 1811 den Distrikt Nienburg verlor, wurde der Kanton Neustadt dem Distrikt Hannover zugeordnet. Nach der Völkerschlacht bei Leipzig im Jahr 1813 löste sich das Königreich Westphalen und damit auch der Kanton Neustadt auf. Verwaltungssitz des Kantons war Neustadt am Rübenberge.

## Gemeinden
Der Kanton Neustadt am Rübenberge umfasste folgende als Munizipalität bezeichnete Gemeinden.
- Neustadt am Rübenberge mit Moordorf
- Suderbruch mit Nienhagen
- Gilten mit Norddrebber
- Rodewald
- Niedernstöcken mit Stöckendrebber und Dinstorf
- Mandelsloh mit Brase
- Wulfelade mit Welze, Amedorf und Evensen
- Mariensee mit Empede und Himmelreich
- Dudensen mit Büren
- Laderholz mit Baumühle, Brunnenborstel, Vorthoff, Bevensen, Lutter und Klein-Varlingen
- Nöpke mit Borstel
- Eilvese mit Hagen, Hüttenkrug und Lerchenkrug